# James Harding (Leichtathlet)
James Harding (* 6. November 2003) ist ein neuseeländischer Leichtathlet, der sich auf den Mittelstreckenlauf spezialisiert hat.

## Sportliche Laufbahn
Erste internationale Erfahrungen sammelte James Harding im Jahr 2022, als er bei den U20-Ozeanienmeisterschaften in Mackay in 1:53,80 min die Goldmedaille im 800-Meter-Lauf gewann und über 1500 Meter mit 3:59,73 min auch die Goldmedaille über 1500 Meter gewann. Anschließend belegte er bei den U20-Weltmeisterschaften in Cali in 1:48,35 min den sechsten Platz über 800 Meter.
2022 wurde Harding neuseeländischer Meister in der 4-mal-400-Meter-Staffel.

## Persönliche Bestzeiten
- 800 Meter: 1:47,96 min, 23. März 2022 in Auckland (neuseeländischer U20-Rekord)
- 1500 Meter: 3:45,47 min, 6. März 2022 in Hastings